# ماراوی
شهر ماراوی (به انگلیسی: Marawi) مرکز استان لانائو جنوبی در جزیره میندانائو در فیلیپین است. جمعیت آن بر اساس سرشماری سال ۲۰۱۵ برابر با ۲۰۱۷۸۵ نفر بود.

## جغرافیا
شهر ماراوی در ساحل دریاچه لانائو واقع شده است.

## نگارخانه

- پرونده:MSU Marawi.jpg
- پرونده:Marawi.jpg
- پرونده:Marawi State University Peace Park in Lanao del Sur.jpg